# 乡 (吉尔吉斯斯坦)
乡是吉尔吉斯斯坦第三级行政区划的主要单位，是由一个或多个农村居民区和邻近地区组成的区域实体。乡的执行机构称为村政府，立法机构称为村议会（айылдык кеңеш），司法权可由当地阿克撒卡尔法庭在一定程度上代表。

## 名称
该行政区划原称（音译“阿依勒·欧克鲁格”，其中“阿伊勒”意为“村”，“欧克鲁格”为俄语借词，意为“区”），2013年后更改为（音译“阿伊勒·艾马克”，“艾马克”为蒙古语借词，原意为“部落”）。字面大意为“村区”，而“乡”则是中文习惯性译法。

## 统计数据
截至2018年，吉尔吉斯斯坦境内有453个乡。在州级行政区划中，下辖乡最多的州为楚河州，有105个，下辖乡最少的州为巴特肯州，有31个。在区级行政区划中，索库卢克区和乌兹根区各有19个乡，数量最多。最少的是恰特卡勒区，仅有4个乡。
人口最多的乡是奥什州卡拉苏区的夏尔克乡，根据2017年登记的人口，该乡共有居民45,494人。人口最少的乡是伊塞克湖州阿克苏区恩依勒切克乡，只有居民173人。